# Легка атлетика на Літній універсіаді 1959
Змагання з легкої атлетики на Літній універсіаді 1959 проходили 3-6 вересня в Турині на Муніципальному стадіоні.

## Призери

### Чоловіки
| Дисципліни             | Золото                                                                | Золото  | Срібло                                                             | Срібло  | Бронза                                                          | Бронза  |
| ---------------------- | --------------------------------------------------------------------- | ------- | ------------------------------------------------------------------ | ------- | --------------------------------------------------------------- | ------- |
| 100 метрів             | Лівіо Берруті Італія                                                  | 10,5    | Жан-Клод Пенез Франція                                             | 10,8    | Ромен Поте Бельгія                                              | 10,8    |
| 200 метрів             | Лівіо Берруті Італія                                                  | 20,9    | Ніколаос Георгопулос Греція                                        | 21,6    | Фрітц Гелфріх ФРН                                               | 21,7    |
| 400 метрів             | Віктор Шнайдер Югославія                                              | 47,5    | Вальтер Оберсте ФРН                                                | 47,9    | Отто Клапперт ФРН                                               | 47,9    |
| 800 метрів             | Дітер Гейдеке ФРН                                                     | 1.50,5  | Джон Голт Велика Британія                                          | 1.50,5  | Ватанабе Куніакі Японія                                         | 1.50,9  |
| 1500 метрів            | Бела Секереш Угорщина                                                 | 3.50,9  | Джон Вінч Велика Британія                                          | 3.52,0  | Ватанабе Куніакі Японія                                         | 3.52,1  |
| 5000 метрів            | Кевін Гілліган Велика Британія                                        | 14.09,8 | Йокомідзо Сабуро Японія                                            | 14.14,8 | Ярослав Богатий-Павелка Чехословаччина                          | 14.18,0 |
| 110 метрів з бар'єрами | Станко Лоргер Югославія                                               | 14,2    | Нерео Свара Італія                                                 | 14,4    | Джорджо Мацца Італія                                            | 14,4    |
| 400 метрів з бар'єрами | Сальваторе Морале Італія                                              | 52,1    | Джермано Джімеллі Італія                                           | 52,8    | Веслав Кроль Польща                                             | 53,2    |
| 4×100 метрів           | ІталіяГвідо де Муртас Сальваторе Джанноне Джорджо Мацца Лівіо Берруті | 41,0    | ФРНРудольф Зундерманн Мартін Райхерт Буркхарт Квантц Фрітц Гелфріх | 41,0    | ФранціяАлі Бракші Жоель Капріс Жан-Клод Пенез Гі Лагорс         | 41,4    |
| 4×400 метрів           | ФРНАльберт Гравітц Буркхарт Квантц Вальтер Оберсте Отто Клапперт      | 3.09,5  | ІталіяЕліо Катола Нерео Фоссаті Маріо Фраскіні Джермано Джімеллі   | 3.11,4  | Велика БританіяРоберт Гей Майк Робінсон Джон Голт Норман Фаттер | 3.12,2  |
| Стрибки у висоту       | Корнель Порумб Румунія                                                | 2,01    | Владімір Мар'янович Югославія                                      | 1,96    | Райчо Александров СРСРКазімєж Фабриковський Польща              | 1,96    |
| Стрибки з жердиною     | Ясуда Норіакі Японія                                                  | 4,35    | Мірко Кузьманович Югославія                                        | 4,30    | Бернар Балястр Франція                                          | 4,20    |
| Стрибки в довжину      | Аттіліо Браві Італія                                                  | 7,46    | Мауріціо Теренціані Італія                                         | 7,43    | Алі Бракші Франція                                              | 7,42    |
| Потрійний стрибок      | Олег Ряховський СРСР                                                  | 15,74   | Сакурай Кодзі Японія                                               | 15,55   | Сібата Хіросі Японія                                            | 15,44   |
| Штовхання ядра         | Германн Лінгнау ФРН                                                   | 17,32   | Жигмонд Надь Угорщина                                              | 17,10   | Георгіос Цаканікас Греція                                       | 16,70   |
| Метання диска          | Антоніос Кунадіс Греція                                               | 53,07   | Володимир Ляхов СРСР                                               | 52,79   | Еугеніуш Ваховський Польща                                      | 52,22   |
| Метання молота         | Дьюла Живоцький Угорщина                                              | 63,65   | Анатолій Самоцвєтов СРСР                                           | 63,61   | Крешимір Рачич Югославія                                        | 62,32   |
| Метання списа          | Германн Соломон ФРН                                                   | 75,95   | Гергей Кульчар Угорщина                                            | 75,80   | Александру Бізім Румунія                                        | 72,81   |
| П'ятиборство           | Василь Кузнєцов СРСР                                                  | 4006    | Германн Соломон ФРН                                                | 3530    | Мілош Войтек Чехословаччина                                     | 3048    |

### Жінки
| Дисципліни            | Золото                                                             | Золото | Срібло                                                        | Срібло | Бронза                                                          | Бронза |
| --------------------- | ------------------------------------------------------------------ | ------ | ------------------------------------------------------------- | ------ | --------------------------------------------------------------- | ------ |
| 100 метрів            | Джузеппіна Леоне Італія                                            | 11,7   | Людмила Нечаєва СРСР                                          | 12,0   | Катрін Капдев'єль Франція                                       | 12,1   |
| 200 метрів            | Джузеппіна Леоне Італія                                            | 23,8   | Барбара Янішевська Польща                                     | 24,2   | Людмила Нечаєва СРСР                                            | 24,7   |
| 800 метрів            | Ніколь Гульйо Франція                                              | 2.11,1 | Едіт Шиллер ФРН                                               | 2.11,3 | Клавдія Бабінцева СРСР                                          | 2.12,3 |
| 80 метрів з бар'єрами | Неллі Єлісеєва СРСР                                                | 11,1   | Сніжана Керкова Болгарія                                      | 11,4   | Ельжбета Кшесіньська Польща                                     | 11,5   |
| 4×100 метрів          | СРСРНеллі Єлісеєва Лариса Кулєшова Тамара Макарова Людмила Нечаєва | 46,9   | ІталіяАнна Доро Фауста Галлуцці Джузеппіна Леоне Надя Мекоччі | 47,5   | ФРНІльзабе Гайдер Антьє Гляйхфельд Крістіанне Фосс Інге Фурманн | 48,1   |
| Стрибки у висоту      | Йоланда Балаш Румунія                                              | 1,80   | Валентина Баллод СРСР                                         | 1,73   | Ярослава Южвяковська Польща                                     | 1,61   |
| Стрибки в довжину     | Ельжбета Кшесіньська Польща                                        | 5,94   | Тамара Макарова СРСР                                          | 5,76   | Лариса Кулєшова СРСР                                            | 5,71   |
| Штовхання ядра        | Лідія Шарамович Болгарія                                           | 13,97  | Мілена Усеник Югославія                                       | 13,90  | Антонія Вехофф ФРН                                              | 13,11  |
| Метання диска         | Дьєрдь Хегедус Угорщина                                            | 46,76  | Елівія Річчі Італія                                           | 45,56  | Іда Бучаньї Угорщина                                            | 43,38  |
| Метання списа         | Ельвіра Озоліна СРСР                                               | 49,95  | Уршула Фігвер Польща                                          | 47,02  | Марія Діці Румунія                                              | 46,86  |

## Медальний залік
| Місце               | Країна              | Золото | Срібло | Бронза | Загалом |
| ------------------- | ------------------- | ------ | ------ | ------ | ------- |
| 1                   | Італія              | 7      | 6      | 1      | 14      |
| 2                   | СРСР                | 5      | 5      | 4      | 14      |
| 3                   | ФРН                 | 4      | 4      | 4      | 12      |
| 4                   | Угорщина            | 3      | 2      | 1      | 6       |
| 5                   | Югославія           | 2      | 3      | 1      | 6       |
| 6                   | Румунія             | 2      | 0      | 2      | 4       |
| 7                   | Польща              | 1      | 2      | 5      | 8       |
| 8                   | Японія              | 1      | 2      | 3      | 6       |
| 9                   | Велика Британія     | 1      | 2      | 1      | 4       |
| 10                  | Франція             | 1      | 1      | 4      | 6       |
| 11                  | Греція              | 1      | 1      | 1      | 3       |
| 12                  | Болгарія            | 1      | 1      | 0      | 2       |
| 13                  | Чехословаччина      | 0      | 0      | 2      | 2       |
| 14                  | Бельгія             | 0      | 0      | 1      | 1       |
| Загалом (14 збірні) | Загалом (14 збірні) | 29     | 29     | 30     | 88      |

## Виступ українців
Українські легкоатлети у складі збірної СРСР були представлені на Універсіаді одним спортсменом — киянином Ігорем Петренком, який з результатом 4,10 м посів 6 місце у стрибках з жердиною.